# Белорусско-израильские отношения
Белорусско-израильские отношения — отношения между Республикой Беларусь и Государством Израиль в политической, экономической и культурной сферах.
Евреи проживают на территории Белоруссии более 6 веков и являются неотъемлемой составной частью этнической структуры белорусского общества. На территории Белоруссии родились первый и третий президенты Государства Израиль Хаим Вейцман и Залман Шазар, премьер-министры Менахем Бегин, Ицхак Шамир, Шимон Перес, который занимал должности премьер-министра и президента, один из пионеров возрождения языка иврит Элиэзер Бен-Йехуда, художник Марк Шагал и многие другие известные еврейские деятели.
На территории БССР в годы Великой Отечественной войны погибло около 850 тысяч евреев. На данный момент установлено более 680 белорусов — Праведников народов мира, которые прятали евреев в годы войны.
Сегодня в Израиле проживает около 120 тысяч выходцев из Белоруссии, а в Белоруссии — около 30 тысяч евреев (по данным Еврейского агентства «Сохнут» от 50 до 60 тысяч).
В 1992 году в Иерусалиме было подписано соглашение об установлении дипломатических отношений между Белоруссией и Израилем. В том же году с частными визитами Белоруссию посетили её выходцы И. Шамир и Ш. Перес. Первым поверенным в делах Республики Беларусь в Израиле стал М. Фарфель.
В апреле 2000 года Израиль и Белоруссия подписали соглашение об избежании двойного налогообложения и соглашение о поощрении и взаимной защите инвестиций, в октябре - соглашение о торговле и экономическом сотрудничестве между двумя странами.

## История
Дипломатические отношения между Белоруссией и Израилем установлены 26 мая 1992 года. В августе 1992 года в Тель-Авиве открыто посольство Белоруссии. С октября 1993 года в Минске функционирует посольство Израиля.
В сентябре 2009 года Почётным консулом Республики Беларусь в Государстве Израиль назначен А. Моткин.

### Визиты
- В 1992 году состоялся визит Премьер-министра Республики Беларусь в Израиль.
- В октябре 1999 года в Израиле находилась делегация белорусского парламента во главе с заместителем председателя Палаты представителей Национального собрания Республики Беларусь.
- В январе 2000 года в рамках торжеств «Вифлеем-2000» Государство Израиль посетил Президент Республики Беларусь А. Г. Лукашенко.
- В апреле 2000 года состоялся визит в Израиль заместителя премьер-министра — министра иностранных дел Республики Беларусь.
- 7—9 июня 2011 года состоялся визит премьер-министра Республики Беларусь М. В. Мясниковича в Израиль.
- 15—17 мая 2012 года заместитель премьер-министра Республики Беларусь М. И. Русый посетил Израиль для участия в Международной выставке аграрных технологий «Agritech».

### С 2010 года
В июле 2018 года МИД Белоруссии высказал обеспокоенность увеличением количества отказов туристам из этой страны при въезде в Израиль. После вступления в силу двустороннего соглашения об отмене визовых формальностей в 2015 году, рост отказов пришёлся на 2017 и первую половину 2018 года.
Израильская компания «AgriGo Projects» в сотрудничестве с белорусской «Витебскмясомолпром» построит свиноферму в этой стране за $ 41,4 млн в районе деревни Горяны Оршанского района. В контракт также входит профессиональное сопровождение проекта после его запуска и строительство цеха по производству комбикормов.

## Межправительственные соглашения
Договорно-правовую базу двусторонних отношений составляют следующие межправительственные соглашения:
- Об установлении дипломатических отношений,
- О торговом и экономическом сотрудничестве,
- О содействии осуществлению и взаимной защите инвестиций,
- Об избежании двойного налогообложения и предотвращении уклонения от уплаты налогов в отношении налогов на доходы и капитал,
- О сотрудничестве в области сельского хозяйства и перерабатывающей промышленности,
- О сотрудничестве в области воздушного транспорта,
- О сотрудничестве в области борьбы с преступностью,
- О сотрудничестве в области образования, науки и культуры,
- О взаимном учреждении и деятельности культурных центров,
- О сотрудничестве в области туризма,
- О сотрудничестве в области стандартизации, метрологии и оценки соответствия,
- О сотрудничестве в области здравоохранения и медицины.

В июле 2002 года и в декабре 2006 года в Минске состоялись два раунда белорусско-израильских консультаций между МИД на уровне заместителей министров иностранных дел.
Между странами сформирована договорно-правовая база, регламентирующая межрегиональные связи.
Подписаны соглашения о сотрудничестве между городами Витебск и Ришон ле-Цион (март 2008), а также между городами Глубокое и Кирьят-Бялик (май 2011).
21 февраля 2011 года в Израиле председатель городского исполнительного комитета Гродно Б. Н. Козелков подписал с мэром Ашкелона Б. Вакниным соглашение об установлении побратимских связей между Гродно и Ашкелоном.
28 марта 2012 года в Израиле Председатель городского исполнительного комитета Бреста А. С. Полышенков подписал с мэром Ашдода И.Ларси соглашение об установлении побратимских связей между Брестом и Ашдодом.
19 сентября 2014 года было подписано соглашение о безвизовом въезде. 16 августа 2015 года оно было утверждено правительством Израиля. Соглашение вступит в силу через 90 дней после утверждения (26 ноября 2015 г.)

## Список посланников

### Послы Израиля в Белоруссии
- Алекс Гольдман-Шайман (с августа 2020 года[6][7] — н.в.)
- Алон Шогам (февраль 2017[8] — август 2020[6])
- С лета 2015 года по февраль 2017 года посольство работало без посла[9]
  - Юлия Рачински-Спиваков (2016) — временная поверенная в делах Израиля в Белоруссии[10]
- Йосеф Шагал (январь 2012 — лето 2015[9])
- С марта 2011 по январь 2012 посольство работало без посла[11].
- Эдвард Шапира (2009 — март 2011[11])
- Зэев Бен-Арье[англ.] (2004—2009)
- С лета по декабрь 2003 года посольство было закрыто по экономическим причинам; интересы Израиля представлял израильский посол в РФ
- Мартин Пелед-Флакс (1998—2002)
- Зэев Бен-Арье[англ.] (1997)

### Послы Белоруссии в Израиле
- Евгений Семёнович Воробьев (сентябрь 2019 — н.в.)[12]
- Владимир Николаевич Скворцов (сентябрь 2013 — сентябрь 2019)
- Игорь Александрович Лещеня (май 2006 — сентябрь 2012)
- Геннадий Михайлович Лавицкий (октябрь 1995 — январь 2004)[13]

## Торговля
Динамика внешней торговли в 2011—2019 годах (млн долларов):